# ひらいたトランプ
『ひらいたトランプ』（原題：Cards on the Table）は、イギリスの小説家アガサ・クリスティが1936年に発表した長編推理小説である。
エルキュール・ポアロに加え、バトル警視、アリアドニ・オリヴァ夫人およびレイス大佐など、クリスティ作品の登場人物が多数競演する内容となっている。
欧米での評価に比べ、日本においてはブリッジの基本ルールが一般的に知られていないため、作品の評価が分かれている。

## あらすじ
ポアロは美術展でコレクターのシャイタナに出会い、彼から犯罪関連のコレクションを自慢される。シャイタナは最高のものだけを収集していると言い、ポアロを晩餐会に招待する。晩餐会のゲストには、諜報部員のレイス大佐、推理作家のアリアドニ・オリヴァ夫人、ロンドン警視庁のバトル警視という犯罪捜査のプロ3人と、シャイタナが殺人犯だと目している4人、すなわちロバーツ医師、ロリマー夫人、アン・メレディス、デスパード少佐が招かれる。シャイタナは、4人の容疑者に対し、本人にしかわからないコメントを発して困惑させる。
招待客たちは食後にブリッジをする。犯罪捜査の専門家たちは1つの部屋でプレーし、他の者たちはシャイタナが暖炉のそばでくつろいでいるもう1つの部屋でプレーする。パーティがお開きになると、シャイタナが椅子の中で短剣で刺されて死んでいることが判明する。容疑者たちは全員、その夜のブリッジの間に部屋の中を歩き回っていたため、犯人を断定できない。4人の専門家たちは独自の捜査を開始する。
ロバーツの患者の夫は、博士の不適切な行為を告発した直後に炭疽菌で死亡しており、デスパードがアマゾンを案内した植物学者は銃撃されたと噂されていた。アンの同居人ローダ・ドーズはオリヴァー夫人に、アンが隠していた事件について話す。アンがコンパニオンを務めていた老女が、毒をイチジクのシロップと間違えて死んでしまったのだ。ロリマー夫人の夫は20年前に亡くなっていたが、そのことについてはほとんど知られていない。
ロリマー夫人はポアロに、自分が重病の末期症状であること、夫とシャイタナを殺したことを告白したいと告げる。ポアロは夫人が殺人を犯したとは信じず、アンをかばっているのだと指摘する。ロリマー夫人はしぶしぶアンが犯行に及んだのを実際に見たことを明かすが、人生を歩み始めたばかりの若い娘に同情する。翌日、他の容疑者たちのもとに、ロリマー夫人からの自白と遺書が届く。バトルは電話でポアロに、何人もの人が彼女の家に駆けつけたが手遅れで、彼女は薬物の過剰摂取で死んだと告げる。ポアロは、アンが前夜彼女の元を訪れていたことを知り、再び疑念を抱く。彼は、ロリマー夫人が推定死亡時刻までに手紙を送った可能性はないことを突き止める。
ローダの命が危険にさらされていることを知ったポアロ、バトル、デスパードは、ローダの別荘に駆けつける。アンはローダを海に突き落とそうとするが、アン自身が海に落ちて溺れ、ローダはデスパードに助けられる。
ポアロは自分の発見を説明する。デスパードは確かに植物学者を射殺したが、それは殺人ではなく事故だった。アンは自分の窃盗を隠すために、2本の瓶をすり替えて雇い主を毒殺した。ロリマー夫人はアンがシャイタナを殺すのを見たと思ったが、実はアンは身を乗り出してシャイタナに触れ、すでに死んでいることを確認しただけだった。ポアロは、殺人を実行できるのは心理的にロバーツ医師しかいないと説明する。ロバーツは、シャイタナから炭疽菌殺人犯であることをバラされると思ってとっさに犯行に及んだのだ。ロバーツはロリマー夫人の手紙を偽造し、彼女の家を訪れた際に注射で殺すことで痕跡を消した。ロバーツは抗議するが、ポアロが殺人の目撃者である窓拭き職人の意外な事実を明かすと観念する。ロバーツが連行された後、ポアロは窓拭き職人が俳優の演技だったことを明かす。殺人事件が解決し、デスパードはローダに求愛する。

## 登場人物
エルキュール・ポアロ
私立探偵。
シャイタナ
被害者。謎多き裕福な蒐集家。ブリッジパーティーの招待主。
バトル警視
ロンドン警視庁の警察官。本作以前に他のクリスティ作品『チムニーズ館の秘密』『七つの時計』にも登場している。
アリアドニ・オリヴァ夫人
女流推理作家。本作以前に他のクリスティ作品「パーカー・パイン」シリーズにも協力者として登場している。
レイス大佐
情報部員。本作以前に他のクリスティ作品『茶色の服の男』にも登場している。
アン・メレディス
容疑者。内気な美人。
デスパード少佐
容疑者。未開の土地を探索する長身の探検家。
ロリマー夫人
容疑者。ブリッジ好きな初老の女性。
ロバーツ医師。
容疑者。小太りな中年の医師。
ローダ・ドーズ。
アン・メレディスの友人。
エルシー・バット
ロバーツ医師の患者であったクラドック夫人の家で以前勤めていた小間使い。
ラクスモア夫人
デスパード少佐の南米旅行に同道した植物学者ラクスモア教授の夫人。

## 出版
本作品は早川書房の日本語翻訳権独占作品である。同タイトル・同訳者で、ハヤカワ・ミステリ文庫版とクリスティー文庫版の2種が存在する。
| 文庫名                     | 訳者     | 巻末                       | カバーデザイン  | 初版年月日    | 頁数 | ISBN          | 備考 |
| -------------------------- | -------- | -------------------------- | --------------- | ------------- | ---- | ------------- | ---- |
| ハヤカワ・ミステリ文庫 1-2 | 加島祥造 | ブリッジについて：高木重朗 | 真鍋博          | 1976年4月30日 | 308  | 4-15-070002-8 | 絶版 |
| クリスティー文庫 13        | 加島祥造 | 解説：新保博久             | Hayakawa Design | 2003年10月    | 390  | 4-15-130013-9 |      |

## 翻案作品

### 舞台作品
- 「Cards on the Table（邦題 ひらいたトランプ）」（イギリス 1981年）

### ラジオドラマ
- BBC Radio 4で放送されている。

### テレビドラマ
名探偵ポワロ『ひらいたトランプ』
シーズン10 エピソード2（通算第55話）  イギリス2006年放送
内容はほぼ原作に沿っているが、バトル警視は登場せず、ロリマー夫人とアン・メレディスが親子関係であることや、ローダがアンを独占しようとすることなど、一部が変更されている。
- エルキュール・ポワロ: デヴィッド・スーシェ
- シャイタナ: アレクサンダー・シディグ
- アリアドネ・オリヴァー: ゾーイ・ワナメイカー
- ウィラー警視: デヴィッド・ウェストヘッド
- ヒューズ大佐: ロバート・ピュー
- アン・メレディス: リンゼイ・マーシャル
- デスパード少佐: トリスタン・ゲミル
- ロリマー夫人: レスリー・マンヴィル
- ロバーツ医師: アレックス・ジェニングス
- ローダ: ハニーサックル・ウィークス